# Sanafir
Sanafir (ar. جزيرة صنافر  Jazīrat Ṣanafir) je saudijski otok u Tiranskom tjesnacu istočno od otoka Tiran. Nalazi se oko 2.5 km istočno od otoka Tiran, na ulazu u Tiranski tjesnac, koji odvaja Akapski zaljev od Crvenog mora. Površina otoka je 33 km2. Otok karakteriziraju plutajući koraljni grebeni.
Otok je u prošlosti bio Egipatskom kontrolom, ali se vratio pod suverenitet Saudijske Arabije 8. travnja 2016., nakon završetka procedure prijenosa. Dana 17. lipnja 2017. egipatski predsjednik Abdel Fattah el-Sisi ratificirao je sporazum o pomorskom razgraničenju između dviju zemalja. Usvojen je na kartama i službenim dokumentima 17. kolovoza 2017., a 14. lipnja 2017. ga je odobrio Zastupničkog doma Egipta, koji je odobrio prijenos otoka Tiran  i Sanafir Saudijskoj Arabiji. Ujedinjeni narodi obaviješteni su u skladu s člankom 102. Povelje o odredbama supsidijarnosti suvereniteta koje se odnose na otoke i morsko područje.

## Etimologija
Ime dolazi od koptskog ⲥⲉⲛⲛⲟⲩϥⲣⲓ Sanufri, što samo dolazi od egipatskog st-n-nfr.t, "mjesto dobre zarade".

## Prijenos otoka na Saudijsku Arabiju
Dana 9. travnja 2016., egipatska vlada proglasila je da otoci Sanafir i Tiran spadaju u teritorijalne vode Saudijske Arabije, kao što je kodificirano u sporazumu o pomorskoj granici potpisanom s vladom Saudijske Arabije prethodnog dana. Međutim, sporazum je morao ratificirati egipatski parlament.
Predloženi dogovor poništio je egipatski sudac, a egipatski sud donio je svoju konačnu presudu u siječnju 2017., odbijajući sporazum i potvrđujući egipatski suverenitet nad oba otoka, uz podršku većeg dijela egipatske javnosti. Predloženi dogovor izazvao je previranja u egipatskoj politici i diljem zemlje, uzrokujući masovne prosvjede na kojima su optuživali predsjednika Sisija za "prodaju" egipatske zemlje.
Dana 14. lipnja 2017., Odbor za obranu i nacionalnu sigurnost Egipta jednoglasno je odobrio prijenos otoka Tiran i Sanafir Saudijskoj Arabiji, a plan je usvojio egipatski parlament kasnije istog dana. Dogovor promovira ideju izgradnje Saudijsko-egipatskog nasipa.

## Povijest
U Drugom svjetskom ratu egipatske snage na otocima Tiran i Sanafir bile su dio egipatskih trupa koje su štitile Sueski kanal, prema egipatskom predstavniku na 659. sastanku Vijeća sigurnosti UN-a 15. veljače 1954.:
 60. U ovom se Vijeću omalovažavajuće spominje Egipćane koji se nalaze na dva otoka Tiran i Sanafir na Crvenom moru, otoke koje su Egipćani okupirali mnogo prije nego što su izraelske oružane snage napredovale do Akapskog zaljeva nekoliko dana nakon potpisivanja egipatsko-izraelskog općeg sporazuma o primirju. Ovdje se osjećam dužnim izjaviti da zapisi iz Drugog svjetskog rata sadrže službene dokaze da su egipatske jedinice koristile ova dva otoka kao dio egipatskog obrambenog sustava tijekom tog rata. Egipatski odredi na ova dva otoka surađivali su s egipatskim zračnim snagama i mornaričkim jedinicama kojima je u to vrijeme bila povjerena zadaća zaštite savezničkog brodovlja u Crvenom moru od napada podmornica. Dok su jedinice egipatskih zračnih snaga pokrivale obalu za savezničke brodove u Mediteranu, snage od 8 000 egipatskih vojnika poduzele su obranu cijele dužine Sueskog kanala i njegovih luka od kontinuiranih, neprijateljskih zračnih napada diljem drugog svjetskog rata.
Na istom sastanku, predstavnik Egipta smatrao je otoke Tiran i Sanafir sastavnim dijelom teritorija Egipta, budući da su pod upravom Egipta od 1906. godine:
 132. Predstavnik Izraela govorio nam je o otocima koji se nalaze na ulazu u zaljev Aqaba. Tvrdio je da je te otoke iznenada okupirao Egipat. Pročitao je izjavu egipatske vlade prenesenu u pismu upućenom veleposlanstvu Sjedinjenih Država u Kairu. Ti otoci nisu iznenada okupirani; bili su okupirani, smijem li istaknuti, 1906. U to je vrijeme bilo utvrđeno potrebnim razgraničiti granice između Egipta i Osmanskog Carstva. U cilju ovog razgraničenja, Egipat je, iz tehničkih razloga, nastavio s okupacijom dvaju otoka. Okupacija je bila predmet rasprava, razmjena mišljenja, pa čak i pisama između Osmanskog Carstva i kedivijske vlade Egipta. Samim time nije bilo iznenađenja. Otoci su zapravo okupirani od 1906. godine, a utvrđena je činjenica da su od tada pod upravom Egipta.
133. Iako je istina da su nakon prekida odnosa između Egipta i Osmanskog Carstva ovi otoci postali isključivo egipatski, i da je druga država mogla pokrenuti rasprave o okupaciji dvaju otoka; činjenica je da je ta država bila Saudijska Arabija. Sklopljen je sporazum između Egipta i Saudijske Arabije kojim se potvrđuje ono što bih ja nazvao, ne aneksija, nego okupacija ovih otoka i, što je još važnije, priznanje da oni čine sastavni dio teritorija Egipta.

## Vanjske poveznice
|  | Zajednički poslužitelj ima još gradiva o temi Sanafir |